# Gymnasium Lüchow
Das Gymnasium Lüchow ist ein allgemeinbildendes Gymnasium in Lüchow (Wendland) und seit 2010 eine anerkannte UNESCO-Projektschule.

## Schulprofil
Die Schule unterrichtet die Jahrgänge 5 bis 10 in der Sekundarstufe I und 11 bis 13 in der Sekundarstufe II. Etwa 550 Schüler in jeweils 2 bis 4 Klassen pro Jahrgang werden von 45 Lehrern unterrichtet.

## Lehrer und Schüler
- Wolfgang Ehmke (* 1947), Atomkraftgegner und Publizist, Abitur 1966
- Werner Gifhorn (1938–2023), SPD-Politiker, Abgeordneter des Niedersächsischen Landtages
- Eckhard Gnodtke (* 1958), Verwaltungsjurist, MdB, Abitur 1976
- Jürgen Goertz (* 1939), deutscher Bildhauer, Abitur 1960
- Axel Kahrs (* 1950), Schriftsteller, 1979–2013 Lehrer am Gymnasium
- Wilhelm Ostermeyer (1918–1996), Maler und Illustrator, 1953–1983 Kunsterzieher am Gymnasium
- Almuth Schult (* 1991), deutsche Fußballtorhüterin[5]
- Berthold Sturm (* 1944), 1994–2007 Schulleiter und Schulbuchautor
- Detlef Weigel (* 1961), Biologe, Direktor am Max-Planck-Institut für Entwicklungsbiologie, Abitur 1979